# Sobre las olas (film 1933)
Sobre las olas è un film del 1933 diretto da Miguel Zacarías.

## Produzione
Il film fu prodotto dalla Producciones Zacarías S.A.

## Distribuzione
Distribuito dalla General Foreign Sales Corp., il film uscì nelle sale messicane, presentato a Città del Messico, il 10 maggio 1933.